# Tamurek srebrnopasek
Tamurek srebrnopasek (Odontoscelis lineola) – gatunek pluskwiaka z podrzędu różnoskrzydłych i rodziny żółwinkowatych. Zamieszkuje Europę i Azję Zachodnią.

## Taksonomia
Gatunek ten opisany został po raz pierwszy w 1839 roku przez Pierre’a Rambura. Jako lokalizację typową wskazano Grenadę w Hiszpanii. Klasyfikowany jest w podrodzaju nominatywnym rodzaju Odontoscelis. W jego obrębie tworzy grupę gatunków dorsalis wraz z O. dorsalis i O. minuta.

## Morfologia

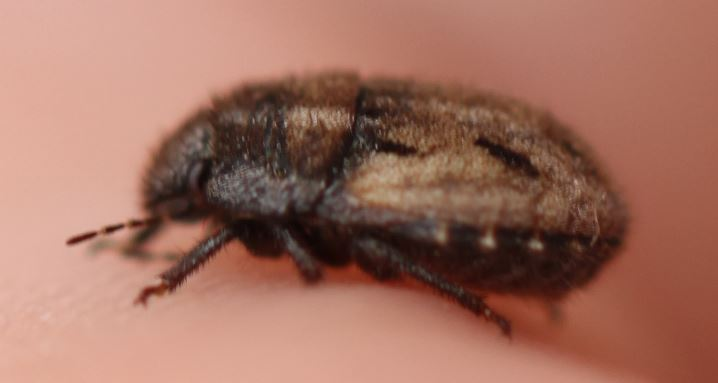
Imago, widok z boku

Pluskwiak o owalnym ciele, w przypadku samców osiągającym od 3,5 do 4,5 mm długości i od 2,2 do 2,9 mm szerokości, a w przypadku samic od 4,8 do 5,7 mm długości i od 3,2 do 3,8 mm szerokości (inne źródła jako maksymalną długość podają 6, a nawet 6,5 mm). Ubarwienie ma ogólnie jaśniejsze niż u tamurka wybrednego. Głowa jest jednolicie brązowoczarna z żółtawym odcieniem na czułkach. Przednia część i boki przedplecza są ubarwione ciemniej, pozostała jego część jest zaś jaśniejsza z rozproszonym, delikatnym, brązowym punktowaniem i lekko wyniesioną żółtawą, przerywaną linią środkową. Tarczka ma brązowe tło z żółtą pręgą środkową pośrodku niepunktowaną, rozszerzoną na końcu i tam ciemno obrzeżoną oraz z parą żółtych, lekko na zewnątrz zakrzywionych pręg bocznych osiągających różną długość i szerokość, na większej powierzchni brązowo punktowanych, od strony wewnętrznej i dolnej ciemnobrązowo obrzeżonych. Spód ciała i odnóża są brązowe. Ciało ma owłosienie wyraźnie dwubarwne. Włoski ciemne są odstające. Włoski srebrzyste są przylegające, długie, często dłuższe od ciemnych i wełniste. Na wierzchu ciała srebrzyste owłosienie układa się w jasne pręgi podłużne.
Głowa jest krótka, szeroka, o półokrągłej przedniej krawędzi. Zaopatrzona jest w dość małe i wyraźnie wystające poza jej obrys oczy złożone, oraz dwa umieszczone na ciemieniu przyoczka. Czułki są krótkie. Człon drugi mają zwykle tak długi jak trzeci lub trochę dłuższy, trafiają się jednak osobniki o członie drugim wyraźnie wydłużonym. Przedplecze jest duże, wyraźnie szersze niż długie, o krawędziach bocznych mających wyraźne wcięcie przed kątami tylno-bocznymi.
Genitalia samca cechują się stosunkowo krótkim i przysadzistym fallusem. Koniunktywa podzielona jest na bazykoniunktywę, tworzącą z falloteką fallosomę o końcu zaopatrzonym w ślimakowaty zbiornik ejakulacyjny, oraz dystikoniunktywę, tworzącą wraz z wezyką endosomę. Fallus ma połączone z koniunktywą wyrostki, które służą do kotwiczenia apartu kopulacyjnego w pochwie samicy w czasie kopulacji. Pierwsza ich para, osadzona na bazykoniunktywie, jest bardzo smukła, spiczasto zakończona, osiągająca zaledwie połowę długości tych drugiej pary. Druga ich para w widoku bocznym jest tęga, z silnym wysklepieniem w części nasadowej, przechodzącym w szeroką część końcową z zakrzywionym ku górze wierzchołkiem, w widoku grzbietowym zaś silnie zakrzywiona do wewnątrz i o małym czubku. Kształt wyrostków drugiej pary wykazuje w szczegółach zmienność geograficzną.
Samica ma tergit ósmego segmentu odwłoka punktowany w częściach bocznych i niemal niepunktowany w części środkowej, zwłaszcza na jej przedzie pozbawiony punktów. Paratergit tegoż segmentu cechuje się wydłużonym wierzchołkiem wewnętrznym i rzadkim punktowaniem. Paratergit segmentu następnego ma trapezowaty kształt i równie rzadkie punktowanie. Walwifer pierwszej pary punktowany jest dość równomiernie, ale na wewnętrznym brzegu sporadycznie. Zewnętrzny brzeg tegoż walwiferu ma wąską, słabo zesklerotyzowaną krawędź.

## Biologia i ekologia

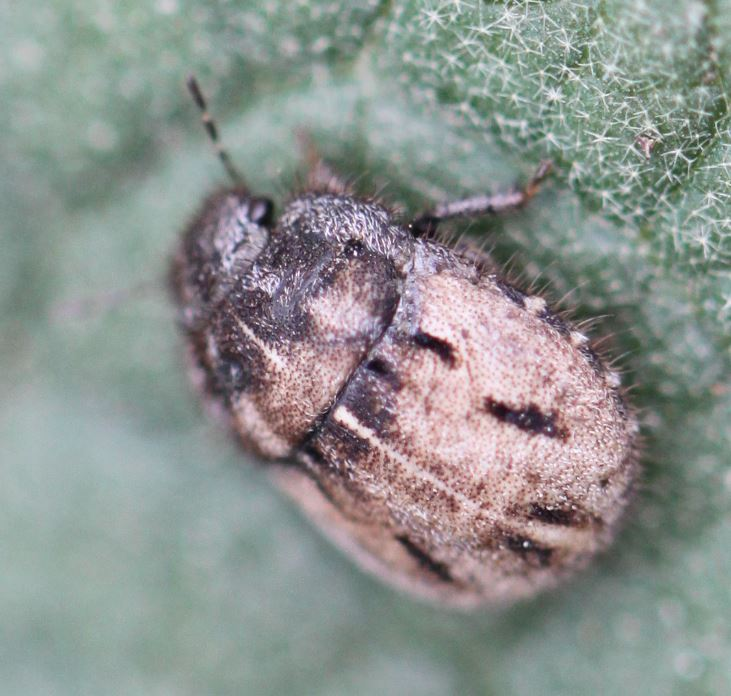
W środowisku naturalnym

Owad ten zasiedla stanowiska suche, ciepłe i otwarte, podobne do tych wybieranych przez tamurka wybrednego, jednak jest silniej związany ze skąpo porośniętymi stanowiskami o podłożu piaszczystym, takimi jak murawy szczotlichowe, piaszczyste polany czy śródlądowe i nadmorskie wydmy. W przeciwieństwie do tamurka wybrednego omija tereny górskie. Zarówno larwy, jak i postacie dorosłe są fitofagami ssącymi soki roślin. Są polifagami, jednak najchętniej żerują na bobowatych, w tym na koniczynach i lucernach.
Larwy i postacie dorosłe wiodą skryty tryb życia. Bytują przy nasadowych częściach roślin pokarmowych lub zagrzebują się płytko w podłożu dzięki kolczastym goleniom i sterczącym szczecinkom na brzegach ciała i stamtąd ssą ich korzenie. Bardzo rzadko zdarza się, że przy pogodzie gorącej wspinają się na wyższe partie roślin żywicielskich.
Tamurki te aktywne są od kwietnia lub maja do sierpnia, rzadziej do września. Do kopulacji przystępują w czerwcu i lipcu. W tym też okresie samice składają duże, kuliste jaja do gleby lub na roślinach pokarmowych. Larwy pojawiają się wkrótce potem i są stadium zimującym. Wybudzają się wiosną i jeszcze w maju osiągają stadium dorosłe.

## Rozprzestrzenienie
Jest to gatunek palearktyczny. W Europie znany jest z Portugalii, Hiszpanii, Wielkiej Brytanii, Francji, Belgii, Holandii, Luksemburga, Niemiec, Szwajcarii, Austrii, Włoch, Malty, Danii, Szwecji, Polski, Czech, Słowacji, Węgier, Ukrainy, Rumunii, Bułgarii, Słowenii, Chorwacji, Bośni i Hercegowiny, Czarnogóry, Serbii, Albanii, Macedonii Północnej, Grecji (w tym z Krety) oraz europejskich części Rosji i Turcji. Poza Europą znany jest z anatolijskiej części Turcji.
W Polsce jest owadem bardzo rzadkim, w XXI wieku spotkanym tylko na trzech stanowiskach, leżących na Wyżynie Małopolskiej i Roztoczu. W Niemczech jest natomiast szeroko rozmieszczony, a miejscami liczny. W Anglii spotykany jest rzadko i lokalnie.